# زیست‌مواد دارویی
دکتری تخصصی زیست‌مواد دارویی مجموعه‌ای هماهنگ از فعالیت‌های آموزشی و پژوهشی در زمینه کنترل کیفیت انواع مواد اولیه و فراورده‌های دارویی است و هدف از آن تربیت افرادی است که در امر تحقیق و تدریس در دانشگاه‌ها، مراکز تحقیقاتی و صنایع داروسازی اشتغال ورزند و به موضوعاتی از قبیل تولید زیست‌مواد در صنایع داروسازی، غذایی و تجهیزات پزشکی مرتبط با زیست‌مواد، آزمایشگاه‌های کنترل کیفیت فراورده‌های دارویی، غذایی و تجهیزات پزشکی بپردازند.